# 松村圭一郎
松村 圭一郎（まつむら けいいちろう、1975年〈昭和50年〉- ）は、日本の文化人類学者、岡山大学准教授。

## 略歴
熊本県生まれ。熊本県立熊本高等学校、京都大学総合人間学部卒業。
2005年（平成17年）京都大学大学院人間・環境学研究科博士課程修了、「土地所有と富の分配をめぐる人類学的研究 エチオピア西南部・コーヒー栽培農村の事例から」で博士（人間・環境学）の学位を取得。
2015年（平成27年）岡山大学大学院社会文化科学研究科・文学部准教授となる。
2018年（平成28年）『うしろめたさの人類学』で毎日出版文化賞特別賞受賞。専門は文化人類学。エチオピアの農村や中東の都市でフィールドワークを続け、富の所有や分配、貧困と開発援助、海外出稼ぎなどについて研究。

## 著書

### 単著
- 『所有と分配の人類学 エチオピア農村社会の土地と富をめぐる力学』世界思想社、2008年。ISBN 978-4790712947
- 『文化人類学』（ブックガイドシリーズ基本の30冊）人文書院、2011年。ISBN 978-4409001073
- 『うしろめたさの人類学』ミシマ社、2017年。ISBN 978-4903908984
- 『これからの大学』春秋社、2019年。ISBN 978-4393376034
- 『はみだしの人類学 ともに生きる方法』NHK出版、2020年。ISBN 978-4144072543
- 『くらしのアナキズム』ミシマ社、2021年。ISBN 978-4909394576
- 『小さき者たちの』ミシマ社、2023年。ISBN 978-4909394811
- 『旋回する人類学』講談社、2023年。ISBN 978-4065313961

### 共著・その他
- 福井勝義編「社会空間としての『コーヒーの森』―ゴンマ地方における植林地の拡大過程から」『社会化される生態資源― エチオピア 絶え間なき再生』京都大学学術出版会、2005年。ISBN 978-4876986521
- 池谷和信・佐藤廉也・武内進一編「エチオピア高地世界の流動する民族間関係―コーヒー栽培の拡大をめぐって」『朝倉世界地理講座 第11巻　アフリカI』朝倉書店、2007年。ISBN 978-4-254-16801-3
- 李仁子・金谷美和・佐藤知久編「『わたしのもの』は誰のもの？―エチオピア農村社会の『所有』をめぐるフィールドワーク」『はじまりとしてのフィールドワーク―自分がひらく、世界がかわる』昭和堂、2008年。ISBN 978-4812208175
- Moral Economy as Emotional Interaction: Food Sharing and Reciprocity    in Highland Ethiopia. I. M. Kimambo, G. Hyden, S. Maghimbi and K. Sugimura    (eds.), Contemporary Perspectives on African Moral Economy. Dar es Salaam University Press,2008
- 児玉由佳編「エチオピア農村社会における公共圏の形成―市民社会／共同体の二元論をこえて」『現代アフリカ農村と公共圏』アジア経済研究所、2009年。ISBN 978-4-258-04581-5
- 織田竜也・深田淳太郎編「感情の経済―エチオピア農村社会の富の分配」『経済からの脱出』春風社、2009年。ISBN 978-4861102004
- 角田猛之・石田慎一郎編「所有と法―文化人類学的視点から」『グローバル世界の法文化―法学・人類学からのアプローチ』福村出版、2009年。ISBN 9784571400254
- 春日直樹編「所有の近代性―ストラザーンとラ・トゥール」『現実批判の人類学 新世代のエスノグラフィへ』世界思想社、2011年。ISBN 978-4790715498
- 石原美奈子編「対立を緩和する社会関係―ジンマ農村のムスリムとキリスト教徒」『せめぎあう宗教と国家―エチオピア神々の相克と共生』風響社、2014年。ISBN 9784894891944
- 松田素二編「民族と文化」『アフリカ社会を学ぶ人のために』世界思想社、2014年。ISBN 9784790716167
- 東京都立大学・首都大学東京社会人類学会編「国家と市場の人類学に向けて―経済人類学を再政治化するための試論」『社会人類学年報〈Vol.41〉』弘文堂、2015年。ISBN 978-4335511011
- 石原美奈子編「越境する女性たち―海外出稼ぎが変える家族のかたち」『現代エチオピアの女たち―社会変化とジェンダーをめぐる民族誌』明石書店、2017年。ISBN  978-4750344522
- 島田周平・上田元編「生業と土地利用の変化」『世界地誌シリーズ8 アフリカ』朝倉書店、2017年。ISBN 978-4-254-16928-7
- 宮脇幸生編「コラム1　政府系・非政府組織とは？―食糧援助体制のなかのNGO―」『国家支配と民衆の力―エチオピアにおける国家・NGO・草の根社会―』大阪府立大学共同出版会、2018年。ISBN 978-4907209834
- 松村圭一郎・中川理・石井美保編著「序論 世界を考える道具をつくろう」「贈り物と負債―経済・政治・宗教の交わるところ」「コラム：マルセル・モース 『贈与論』のその先へ」『文化人類学の思考法』世界思想社、2019年。ISBN 978-4790717331
- 河出書房新社編、松村圭一郎ほか著「アムハラ語 ダンスのように体が覚える」『わたしの外国語漂流記 未知なる言葉と格闘した25人の物語』 河出書房新社、2020年。ISBN 978-4309617213
- 共同通信社編「経済は「持ちつ持たれつ」」『心をたもつヒント 76人が語る「コロナ」』共同通信社、2020年。ISBN                 9784764107212
- 石井美保・岩城卓二・田中祐理子ほか編「あらたな環世界をひらく―そして人類学者は腹を下す」『環世界の人文学 生と創造の探究』人文書院、2020年。ISBN 9784409041154
- 松村圭一郎・コクヨ野外学習センター編『働くことの人類学【活字版】仕事と自由をめぐる8つの対話』黒鳥社、2021年。ISBN 978-4991126062
- 里見喜久夫ほか著「わたしへの喜捨は、神さまに返してもらいなさい」『障害をしゃべろう！下巻――『コトノネ』が考えた、障害と福祉のこと』青土社、2021年。ISBN 978-4791774159

## 論文
- <松村圭一郎